# Billy Bletcher
William "Billy" Bletcher, född 24 september 1894 i Lancaster i Pennsylvania, död 5 januari 1979 i Los Angeles i Kalifornien, var en amerikansk skådespelare, röstskådespelare och komiker. Han var bland annat känd för att ha gjort rösterna åt figurerna Svarte Petter och Zeke Varg.

## Karriär
Billy Bletcher var även med i kortfilmsserien Tom och Jerry där han spelade Spike, Tom och Butchs röster från 1944 till 1949. Sedan fick Daws Butler rösten som Spike, Butch och Tom. Sedan dess har han medverkat i många tecknade filmer. Oftast fick han roller som skurk på grund av sin djupa, starka, dånande barytonröst.
Han var medverkade även i flera Hal Roach-produktioner mellan 1931 och 1938.
Billy Bletcher avled 5 januari 1979, vid 84 års ålder, i Los Angeles.

## Filmografi (i urval)
- 1931 – Alla tiders hjältar
- 1933 – Helan och Halvans giftermålsbekymmer (röst)
- 1933 – Prilliga patrullen (röst)
- 1934 – Vårflugan (röst)
- 1934 – Det var två glada gesäller
- 1937 – Fästmön från Afrika (röst)[5]
- 1938 – Skrattar bäst som skrattar sist (röst)[6]
- 1940 – Pluto åker tåg (röst till Svarte Petter)[5]
- 1941 – Kalle Anka som timmerhuggare (röst till Svarte Petter)[5]
- 1942 – Kalle Anka som batterist (röst till Svarte Petter)[5]
- 1946 – Jan Långben som riddare (röst)[7]
- 1952 – Jan Långben blir sheriff (röst till Svarte Petter)[5]